# 裝甲部隊 (德國國防軍)

部隊標準色調

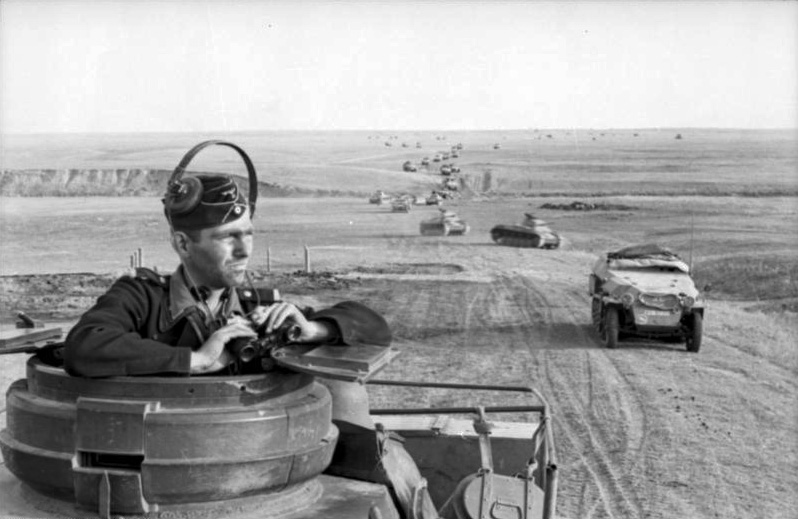
1942年史達林格勒附近，裝甲部隊的坦克及裝甲車輛

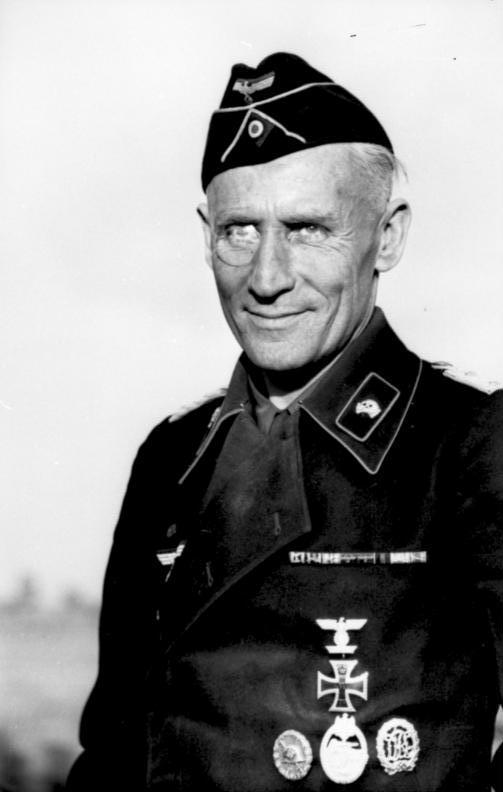
第1裝甲師指揮官理查德·科爾上校

裝甲部隊（德語：Panzerwaffe 或 Panzertruppe），為國防軍陸軍中裝甲部隊的稱呼（Waffe具有「戰鬥部隊」的意思），在第二次世界大戰前直至結束這段時間主管坦克及摩托化步兵。

## 基本構成
一開始其名為快速部隊（Schnelltruppen），第一次世界大戰後威瑪防衛軍建立了一項機動化的指揮模式，並由海因茨·古德里安於1936年重新設計為裝甲部隊（Panzerwaffe）。

### 裝甲部隊
裝甲部隊（Panzertruppen）可以其極為合身的黑色制服（也就是裝甲外衣）辨識。部隊標準色調則為粉紅色。
除了實際上的考量外，制服也受到黑布倫瑞克軍團的傳統服裝啟發。1943年後Panzerwaffe也跟其他德軍軍種一樣鬆綁了制服規定，許多士兵開始穿著不同的服裝，如迷彩服或冬裝。
戰爭過程中有兩所訓練學校專為訓練坦克組員而設：第一裝甲兵學校及第二裝甲兵學校。
裝甲部隊的支柱為裝甲師，並由一個裝甲旅（兩個裝甲團）和兩個摩托化步兵團或裝甲擲彈兵步兵團組成，所有的部隊都是機動的，其中也包含自走砲、驅逐戰車及裝甲偵查車，在波蘭和法國戰役後，裝甲師的大小縮減，而使每個師的裝甲部隊僅剩一個裝甲團。此舉使德軍可使用現有的坦克創造出更多的師。

### 裝甲擲彈兵
裝甲擲彈兵（Panzergrenadier），早期的組成是摩托化步兵，也就是步兵使用卡車來快速移動。戰爭初期，有一些輕裝師是半機動的騎兵部隊，他們是陸軍騎兵指揮部妥協後的成果，然而他們在波蘭戰役後被認為是不足的，因而隨即轉為全機動的單位。
二戰他們再被轉為裝甲偵查師，並以Panzergrenadier為名，由摩托化步兵（或是數營的機械化步兵，並有著充足的（18輛）半履帶車）、自走砲（三個營，每營有14臺自走砲）和驅逐戰車組成，某些情況下還會包含一臺重要的坦克。

## 組織
一支裝甲軍由兩到三個裝甲師及輔助部隊所組成，而Panzergruppen則較裝甲軍大，大約相當於軍團的規模，並以他們的指揮官命名（如霍特裝甲兵團），後來他們被正式列為軍團等級，並重新命名為Panzerarmeen，下轄兩到三個裝甲軍，這些高層級的單位幾乎都是混和著裝甲部隊及原來的步兵單位。
有許多裝甲及摩托化部隊是屬於武裝親衛隊，他們不受國防軍中負責裝甲部隊的單位管轄，雖然通常他們會被編入裝甲軍團中並一同作戰，且接受軍團的指揮。

## 另見
- 二戰德國坦克（英语：German tanks in World War II）、坦克、二戰德國戰鬥車輛列表（英语：List of German combat vehicles of World War II）
- 裝甲旅（英语：Panzer brigade）、裝甲師、裝甲軍、二戰德國師列表（英语：List of German divisions in World War II）
- 閃電戰、裝甲戰、機動戰
- 德意志國防軍、納粹德國陸軍、納粹德國空軍、武裝親衛隊
- 裝甲兵上將
- 裝甲兵進行曲